# Диамантакос, Димитриос
Димитриос Диамантакос (греч. Δημήτρης Διαμαντάκος; 5 марта 1993, Пирей, Греция) — греческий футболист, нападающий клуба «Керала Бластерс» и сборной Греции.

## Клубная карьера
Диамантакос — воспитанник клуба «Олимпиакос». В 2012 году для получения игровой практики Димитрис на правах аренды перешёл в «Паниониос». 1 сентября в матче против «Верии» он дебютировал в греческой Суперлиге. В начале 2013 года Диамантакос был отдан в аренду в «Арис» из Солоников. 20 января в матче против АЕКа он дебютировал за новую команду.
Летом 2013 года Димитрис на правах аренды присоединился к «Эрготелису». 22 сентября в матче против своего бывшего клуба «Паниониос» он дебютировал за новую команду. 5 октября в поединке против «Платаньяса» Диамантакос забил свой первый гол за «Эрготелис».
Летом 2014 года Димитрис вернулся в «Олимпиакос». 23 августа в матче против «Ники Волоса» он дебютировал за родную команду. В этом же поединке Димитрис забил свой первый гол за «Олимпиакос». В своём дебютном сезоне он стал чемпионом и завоевал Кубок Греции. Летом 2015 года Диамантакос на правах аренды перешёл в немецкий «Карлсруэ». 19 октября в матче против «Мюнхен 1860» он дебютировал во Второй Бундеслиге. 6 ноября в поединке против «Бохума» Димитрис забил свой первый гол за «Карлсруэ». В начале 2016 года клуб выкупил трансфер Диамантакоса у «Олимпиакоса» за 1 млн евро.
Летом 2017 года Димитрис подписал контракт с «Бохумом». 28 июля в матче против «Санкт-Паули» он дебютировал за новую команду. 10 сентября в поединке против «Дармштадт 98» Диамантакос забил свой первый гол за «Бохум».

## Международная карьера
В 2011 году в составе юношеской сборной Греции Диамантакос принял участие в юношеском чемпионате Европы в Румынии. На турнире он сыграл в матчах против команд Ирландии и Чехии.
В 2012 году Димитрис стал серебряным призёром юношеского чемпионата Европы в Эстонии. На турнире он сыграл в матчах против команд Англии, Эстонии, Португалии и дважды Испании. В поединках против испанцев и эстонцев Диамантакос забил по голу.
В 2013 году в составе молодёжной сборной Греции Димитрис принял участие в молодёжном чемпионате мира в Турции. На турнире он сыграл в матче против сборной Мексики, Мали, Парагвая и Узбекистана. В поединке против парагвайцев Диамантакос забил гол.
7 сентября 2014 года в отборочном матче чемпионата Европы 2016 года против сборной Румынии Димитрис дебютировал за сборную Греции, заменив во втором тайме Йоргоса Самараса.

## Достижения
Командные
 «Олимпиакос»
- Чемпионат Греции по футболу — 2014/2015
- Обладатель Кубка Греции — 2014/2015

Международные
 Греция (до 19)
- Юношеский чемпионат Европы — 2012